# Park Ji-eun
Park Ji-eun es una guionista surcoreana. Escribió los exitosos dramas surcoreanos Queen of Housewives (2009), My Husband Got a Family (2012), My Love from the Star (2013-2014), The Producers (2015) y Legend of the Blue Sea (2016)

## Carrera
Comenzó su carrera profesional en 1997, y pasó la siguiente década escribiendo para programas de radio, espectáculos de variedades y comedias.
En 2007 escribió Love Isn't Stop, una película para la televisión antológica, que se emitió en el canal de cable KBS N. Esta la condujo a su primer miniserie Get Karl! Oh Soo-jung, la cual coescribió con Park Hye-ryun. Protagonizada por Uhm Jung-hwa y Oh Ji-ho, fue basada en la historia real de amor entre Lee Ju-young, CEO de una compañía de producción televisiva que se reúne con su marido, un golfista profesional, Go Man-soo, diez años después de romper con él.
Posteriormente escribió series que llegaron a ser éxitos como La reina de las esposas, La reina de los reveses, Mi Marido tiene una Familia, Mi Amor de las Estrellas, The Producers, y más recientemente el drama que la llevó a trabajar nuevamente con Jun Ji Hyun, La leyenda del mar azul

## Filmografía

### Series
- Legend of the Blue Sea (SBS, 2016)
- The Producers (KBS2, 2015)
- My Love from the Star (SBS, 2013-2014)
- My Husband Got a Family (KBS2, 2012)
- Queen of Reversals (MBC, 2010-2011)
- Queen of Housewives (MBC, 2009)
- Get Karl! Oh Soo-jung (SBS, 2007)
- Love Isn't Stop  (KBS N, 2007)

### Comedia
- Look Back with a Smile  (KBS2, 2006) (protagonizada por Lee Deok-hwa, Park Sang-myun y Nam Bo-ra)
- Dal-rae's House  (KBS2, 2004) (protagonizada por  Kim Yong-gun, Yeo Woon-kay, Kyeon Mi-ri y Kim Chung)
- Great Friends  (KBS2, 2000) (protagonizada por  Yoo Jae-suk, Nam Hee-seok y Lee Hwi-jae)